# Jesper Jensen (Eishockeyspieler, 1987)
Jesper Jensen (* 5. Februar 1987 in Nybro, Schweden) ist ein dänisch-schwedischer Eishockeyspieler, der seit 2016 beim Brynäs IF in der Svenska Hockeyligan unter Vertrag steht.     

## Karriere
Jesper Jensen begann seine Karriere als Eishockeyspieler in seiner Heimatstadt in der Nachwuchsabteilung des Nybro IF. Von dort wechselte er in die Nachwuchsabteilung der Frederikshavn White Hawks, für deren zweite Mannschaft er von 2004 bis 2007 in der zweiten dänischen Spielklasse, der 1. Division, aktiv war. In der Saison 2006/07 gab der Center parallel sein Debüt für die Profimannschaft des Vereins in der AL-Bank Ligaen. Nachdem er die Saison 2007/08 beim Zweitligisten Gentofte HK verbracht hatte, spielte er von 2008 bis 2011 erneut für Frederikshavn in der AL-Bank Ligaen und wurde einer der Führungsspieler in seiner Mannschaft. In der Saison 2010/11 wurde er Vizemeister mit seiner Mannschaft. Er selbst wurde in das All-Star Team der Liga gewählt.
Zur Saison 2011/12 wurde Jensen von den Hamburg Freezers aus der Deutschen Eishockey Liga verpflichtet. Für die Freezers erzielte er in insgesamt 55 Spielen fünf Tore und sechs Vorlagen. Anschließend wechselte er im Sommer 2012 zum Karlskrona HK aus der HockeyAllsvenskan, der zweiten schwedischen Spielklasse. 2015 schaffte er mit dem Rögle BK den Aufstieg in die Svenska Hockeyligan, ehe er 2016 zum Brynäs IF wechselte. 

### International
Für Dänemark nahm Jensen im Juniorenbereich ausschließlich an der U18-Junioren-Weltmeisterschaft 2005 teil. Im Seniorenbereich stand er im Aufgebot seines Landes bei den A-Weltmeisterschaften 2009, 2010, 2011 und 2012.

## Erfolge und Auszeichnungen
- 2011 Dänischer Vizemeister mit den Frederikshavn White Hawks
- 2011 AL-Bank Ligaen All-Star Team
- 2015 Aufstieg in die Svenska Hockeyligan mit dem Rögle BK

## Statistik
(Stand: Ende der Saison 2011/12)